# Kell Runland
Kell Runland (født 11. januar 1942) er dansk pistolskytte. Han har modtaget Erik Sætter-Lassens vandrekæde  i 1977 bl.a. for sine flotte resultater i henholdsvis Sommer-OL 1976, adskillige danmarksmesterskaber, nordiske mesterskaber og fine resultater i Europamesterskaber.

## Eksterne kilder og henvisninger
1. ↑  Erik Sætter-Lassens Vandrekæde (Webside ikke længere tilgængelig)
2. ↑  "ports-reference.com". Arkiveret fra originalen 18. december 2012. Hentet 2. april 2013.